# Tim Herron
Tim Herron (* 6. Februar 1970 in Minneapolis, Minnesota) ist ein US-amerikanischer Profigolfer der PGA TOUR. Von seinen Mitspielern wird er liebevoll „Lumpy“ (Pummelchen) genannt, hat er doch bei einer Körpergröße von unter 1,80 m ein Gewicht von über 100 kg.

## Werdegang
Herron besucht die University of New Mexico und spielt 1993 im amerikanischen Walker Cup Team, bevor er im selben Jahr die Profilaufbahn einschlägt. Auf der Nationwide Tour ist er 1995 tätig und ab 1996 auf der PGA TOUR, wo er gleich in der ersten Saison einen Turniersieg bei der Honda Classic landen kann. Herron gewinnt in seinen ersten vier Spielzeiten dreimal und spielt danach zwar konstant, aber es vergehen sieben Jahre, bis er sich seinen vierten Titel holen kann. Das gelingt ihm beim traditionsreichen Bank of America Colonial Tournament 2006.

## PGA Tour Siege
- 1996 Honda Classic
- 1997 LaCantera Texas Open
- 1999 Bay Hill Invitational
- 2006 Bank of America Colonial

## Resultate bei Major Championships
| Tournament        | 1995 | 1996 | 1997 | 1998 | 1999 |
| ----------------- | ---- | ---- | ---- | ---- | ---- |
| Masters           | DNP  | CUT  | DNP  | CUT  | T44  |
| US Open           | CUT  | CUT  | DNP  | T53  | 6    |
| Open Championship | DNP  | CUT  | DNP  | DNP  | T30  |
| PGA Championship  | DNP  | T31  | T13  | 75   | CUT  |

| Tournament        | 2000 | 2001 | 2002 | 2003 | 2004 | 2005 | 2006 | 2007 | 2008 | 2009 |
| ----------------- | ---- | ---- | ---- | ---- | ---- | ---- | ---- | ---- | ---- | ---- |
| Masters           | CUT  | DNP  | DNP  | DNP  | CUT  | T11  | T36  | T37  | DNP  | DNP  |
| US Open           | CUT  | T40  | T50  | DNP  | T13  | T33  | 63   | DNP  | DNP  | DNP  |
| Open Championship | CUT  | DNP  | DNP  | DNP  | CUT  | T41  | CUT  | DNP  | DNP  | DNP  |
| PGA Championship  | CUT  | CUT  | CUT  | T14  | CUT  | CUT  | T14  | T66  | DNP  | DNP  |

| Tournament        | 2010 | 2011 | 2012 | 2013 | 2014 |
| ----------------- | ---- | ---- | ---- | ---- | ---- |
| Masters           | DNP  | DNP  | DNP  | DNP  | DNP  |
| US Open           | DNP  | DNP  | CUT  | DNP  |      |
| Open Championship | DNP  | DNP  | DNP  | DNP  |      |
| PGA Championship  | DNP  | DNP  | DNP  | DNP  |      |

DNP = nicht teilgenommen

CUT = Cut nicht geschafft

„T“ geteilte Platzierung

Grüner Hintergrund für Siege

Gelber Hintergrund für Top 10